# Mount Nordhill
Mount Nordhill är ett berg i Antarktis. Det ligger i Västantarktis. Argentina, Chile och Storbritannien gör anspråk på området. Toppen på Mount Nordhill är 2 535 meter över havet, eller 534 meter över den omgivande terrängen. Bredden vid basen är 7,2 km.
Terrängen runt Mount Nordhill är huvudsakligen lite bergig. Trakten är obefolkad. Det finns inga samhällen i närheten.